# 吉田伸
吉田 伸（よしだ しん、1966年6月21日 - ）は、茨城県出身の脚本家。主にアニメ・特撮分野で活躍している。

## 来歴
金城哲夫を描いた映画『M78星雲の島唄‐金城37才・その時‐』の企画を手伝った事で上原正三と知り合う。上原の紹介で岡本吉起率いるゲームクリエイト会社・フラグシップ（現在は解散）に参加する。
フラグシップでは杉村升、曽田博久、宮下隼一といったヒーロー番組の大ベテランのしごきを受ける。特に徒弟制度の残っていた世代だった杉村や曽田には、「上っつらだけで人間を描くな！」と台本をよく床に叩き付けられていたといい、本人は正に根性モノの世界を体験したと語っている。
テレビ東京版「遊☆戯☆王」シリーズで長らく活躍しており、原作者の高橋和希は「オレよりも現在の遊戯王を支えている」と発言している。

## 参加作品

### テレビアニメ
1990年代
- カリメロ（1992年、文芸設定）
- 花さか天使テンテンくん（1998年、脚本）
- THE ビッグオー（1999年、脚本）

2000年代
- アルジェントソーマ（2000年、脚本）
- 破壊魔定光（2001年、脚本）
- Z.O.E Dolores, i（2001年、シリーズ構成・脚本）
- 遊☆戯☆王デュエルモンスターズ（2001年 - 2004年、シリーズ構成・脚本）
- 激闘!クラッシュギアTURBO（2001年 - 2003年、脚本）
- TEXHNOLYZE（2003年、脚本）
- クラッシュギアNitro（2003年、脚本）
- 出撃!マシンロボレスキュー（2003年、脚本）
- Witch Hunter ROBIN（2003年、脚本）
- KURAU Phantom Memory（2004年、脚本）
- 遊☆戯☆王デュエルモンスターズGX （2004年 - 2007年、シリーズ構成・脚本）
- SPEED GRAPHER（2005年、シリーズ構成・脚本）
- 遊☆戯☆王デュエルモンスターズALEX（2006年、シリーズ構成・脚本）※日本未公開
- 幕末機関説 いろはにほへと（2006年、脚本）
- NARUTO -ナルト-（2006年、脚本）
- 遊☆戯☆王5D's（2008年 - 2011年、シリーズ構成・脚本）
- NARUTO -ナルト- 疾風伝（2009年 - 2017年、シリーズ構成・脚本）

2010年代
- 遊☆戯☆王ZEXAL（2011年 - 2012年、シリーズ構成・脚本）
- セイクリッドセブン（2011年、シリーズ構成・脚本）
- 遊☆戯☆王ZEXAL II（2012年 - 2014年、シリーズ構成・脚本）
- ベイビーステップ 第2シリーズ（2015年、脚本）
- 遊☆戯☆王VRAINS（2017年 - 2019年、シリーズ構成・脚本）
- ガーリー・エアフォース（2019年、脚本）

2020年代
- 『ヒプノシスマイク -Division Rap Battle-』Rhyme Anima（2020年、シリーズ構成）
- ドラゴンクエスト ダイの大冒険 (2020)（2022年、脚本）
- 『ヒプノシスマイク-Division Rap Battle-』Rhyme Anima +（2023年、シリーズ構成）
- 妖怪学校の先生はじめました!（2024年、脚本）

### 劇場アニメ
- 10thアニバーサリー 劇場版 遊☆戯☆王 〜超融合!時空を越えた絆〜（2010年、脚本）

### OVA
- Z.O.E 2167 IDOLO（2001年、脚本）
- 鴉 -KARAS-（2005年 - 2006年、シリーズ構成・脚本）

### Webアニメ
- 異世界居酒屋〜古都アイテーリアの居酒屋のぶ〜（2018年、シリーズ構成・脚本）

### 特撮
- ウルトラマンダイナ（1997年、脚本）
- ウルトラマンガイア（1998年、脚本）
- ブースカ! ブースカ!!（1999年、脚本）
- 忍風戦隊ハリケンジャー（2002年、脚本）
- 平成ウルトラセブンシリーズ・EVOLUTION （2002年、脚本）

### 漫画原作
- 遊☆戯☆王ZEXAL（2010年 - 2015年、Vジャンプ、作画：三好直人）
- 柳生X（2014年、ジャンプLIVE2号、作画：森本尚司）
- 遊☆戯☆王ARC-V（2015年 - 2019年、Vジャンプ、作画：三好直人）
- 遊☆戯☆王OCG STORIES（2022年 - 、Vジャンプ、作画：三好直人）

### ゲームシナリオ
- 鬼武者（2001年）
- 鬼武者2（2002年）
- 鬼武者3（2004年）